# Phill Nixon
Phillip (Phill) Nixon (Durham, 13 maart 1956 – Ferryhill, 9 augustus 2013) was een Engels darter. Zijn grootste succes was een finaleplaats op de World Professional Darts Championship 2007.

## Loopbaan
Nadat hij in twintig jaar tijd nooit door het kwalificatietoernooi was gekomen, lukte het Nixon in 2007 om zich te plaatsen voor de World Professional Darts Championship. Hij kwam door kwalificatierondes op regionaal, nationaal en internationaal niveau en stelde daardoor zijn debuut op Lakeside zeker. Zijn grootste wapenfeiten tot dan toe waren een kwartfinaleplek in de Winmau World Masters in 2002 en een halve finale in de BDO British Open in 2004. Nadat hij zich geplaatst had, gaven bookmakers hem een kans van 150-1 dat hij het toernooi zou winnen.
Nixon kwam via de als zeven geplaatste Darryl Fitton (3-2 sets) in de eerste ronde, nummer tien geplaatste Martin Atkins (4-1 sets) in de tweede ronde en nummer vijftien geplaatste Paul Hanvidge (5-4 sets) in de kwartfinale. In de halve eindstrijd sneuvelde Niels de Ruiter (11) met 6-4 in sets. Nixon had in deze match negen wedstrijddarts nodig om zich een plaats in de finale te verzekeren en liet De Ruiter nog terugkomen van 5-1 tot 5-4. In de finale verloor Nixon met 7-6 van zijn als eerste geplaatste landgenoot Martin Adams, nadat hij een 6-0-achterstand had goedgemaakt. Deze tweede plek leverde Nixon 30.000 Britse ponden op en plaatsing voor de Grand Slam of Darts 2007.
Bij de World Professional Darts Championship 2008 lootte hij in de eerste ronde tegen Adams en verloor Nixon met 3-0. In 2008 haalde hij een aantal goede resultaten en nam hij deel aan de Grand Slam of Darts 2008. Na 2008 zakte hij op de ranglijst en was hij niet meer automatisch geplaatst voor de World Professional Darts Championship. Het lukte hem tevens niet meer om door de kwalificatie heen te komen. Zijn enige aansprekende prestatie was een plek in de kwartfinale van de Winmau World Masters in 2012. Nixon verloor deze wedstrijd van Wesley Harms.

## Privé
Nixon was afkomstig uit de graafschap Durham en woonde in de plaats Ferryhill. Zijn bijnaam was The Ferryhill Flyer. Hij was getrouwd en had acht kinderen uit verschillende relaties.
Bij Nixon werd in juni 2013 kanker geconstateerd in de lever, longen en maagstreek. Hij overleed enkele maanden later op 57-jarige leeftijd.

## Gespeelde WK-finales
- 2007: Martin Adams - Phill Nixon 7 - 6 ('best of 13 sets')

## Resultaten op Wereldkampioenschappen

### BDO
- 2007: Runner-up (verloren van Martin Adams met 6-7)
- 2008: Laatste 32 (verloren van Martin Adams met 0-3)